# 戦争写真
戦争写真（せんそうしゃしん）とは、戦争を題材とした写真のことである。戦闘シーンを撮影したものや爆撃後の街を撮影したものに限られず、戦争後の傷ついた子ども達を撮影したものなども含まれるため、戦争写真の幅は広い。場合によっては、反戦の主張を含む写真をすべて含める場合もある。
一般に、報道写真やドキュメンタリーの分野に含まれ、歴史的には、その発生の端緒となったとする考え方もある。いわば、報道写真の花形分野ともいえ、報道写真家で、戦争写真を目指す者も多い。
戦争写真を撮影し、発表する目的は、報道的な意味合いだけでなく、戦争の悲惨さを伝え、その防止を訴えるといった、人道的な意味合いを強く持つ場合も多い。
一方で、戦争写真は、戦争がスクープの対象となることから、「特ダネ」としての地位を持っており、第二次世界大戦前・大戦後のロバート・キャパ、大戦後のマグナム・フォトなどの例をあげるまでもなく、一般市民の好奇の目にさらされているという特徴もある。報道写真家にとっては、現場の実態を伝えたいとの使命感に駆られていく者もいる一方で、話題になる写真を撮れるチャンスも高く成功すれば一躍知名度を上げられるため、危険な戦地に命がけで向かう者があとを絶たない。それゆえ、戦地で命を落とす報道写真家も多い。東京日日と大阪毎日の新聞では、日中・太平洋戦争で記者まで含めれば戦場特派員657人中91人が殉職したという。反面、写真家自身の野心や政治的立場も絡んで、やらせやフェイク画像の問題、さらには、それらを戦争当事者が利用あるいは逆にデマ扱いしようとしての宣伝もしばしば起こる。東京日日新聞社の安保久武元カメラマンによれば、合成写真などは旧ソ連で最初は盛んで、それを真似て日本でも新聞社は本来はルール違反であったが盛んに行ったという。爆弾三勇士の写真は当初は再現写真と断り書きがついていたがのちにはそれがなくなったという。
日本では、太平洋戦争の戦前・戦中は新聞各社が部数が伸びるため競って戦地報道のために、記者やカメラマンを派遣、記事をやり取りしたが、戦災や終戦直後の戦争犯罪追及をおそれる政府からの指示で多くが廃棄された。そのため、新聞社の当時の写真は廃棄に抵抗した朝日新聞と毎日新聞のものしか残っていない。朝日は紙写真ばかりであるが毎日は半数はネガが残り、また毎日のものには検閲の結果が台帳に残り不許可写真が確認できるだけでなく、ときにその理由も分かるという。また、当時はカメラが極めて高価な時代であったため、一般人の残した写真も少ない。

## 実例
特に有名なものを挙げるが、やらせ写真との疑惑があるものもある。その他の例はページ末尾のカテゴリ参照。
- 崩れ落ちる兵士（ロバート・キャパ）
- 上海南駅の赤ん坊
- ロンドンの牛乳配達夫（英語版）
- 重慶トンネルでの大量圧死事件
- 硫黄島の星条旗
- グエン・ヴァン・レムの処刑
- 安全への逃避（沢田教一）